# Zhu Linfeng
Zhu Linfeng (chinesisch 朱林峰, Pinyin Zhū Línfēng; * 17. Januar 1996) ist ein chinesischer Tischtennisspieler. Er nahm an der Universiade 2017 und 2019 teil, wo er einmal Gold mit der Mannschaft und einmal Bronze im Einzel gewann.

## Turnierergebnisse
| Verband | Veranstaltung             | Jahr | Ort            | Land | Einzel     | Doppel        | Mixed         | Team |
| ------- | ------------------------- | ---- | -------------- | ---- | ---------- | ------------- | ------------- | ---- |
| CHN     | World Tour                | 2019 | Panagjurischte | BUL  | letzte 32  | letzte 16     | letzte 32     |      |
| CHN     | World Tour                | 2019 | Olmütz         | CZE  | letzte 64  | Viertelfinale | Viertelfinale |      |
| CHN     | World Tour                | 2018 | Hongkong       | HKG  | letzte 32  | letzte 16     |               |      |
| CHN     | World Tour                | 2018 | Panagjurischte | BUL  | Qual.      | Viertelfinale |               |      |
| CHN     | World Tour                | 2015 | Chengdu        | CHN  | letzte 16  | Silber        |               |      |
| CHN     | Universiade               | 2019 | Neapel         | ITA  | Halbfinale |               |               |      |
| CHN     | Universiade               | 2017 | Taipeh         | TPE  |            |               |               | Gold |
| CHN     | Jugend-Asienmeisterschaft | 2010 | Bangkok        | THA  | Silber     |               |               | Gold |